# Municipio Achacachi
Das Municipio Achacachi (Aymará: Jach'ak'achi) liegt im Departamento La Paz im südamerikanischen Anden-Staat Bolivien.

## Lage
Das Municipio Achacachi ist eines von vier (bis 2001: zwei / bis 2009: drei) Municipios der Provinz Omasuyos und liegt im zentralen Teil der Provinz. Es grenzt im Nordwesten an das Municipio Ancoraimes, im Westen an den Titicacasee und an das Municipio Santiago de Huata, im Süden an den Titicacasee, im Südwesten an das Municipio Huarina, im Osten an die Provinz Los Andes und im Norden an die Provinz Larecaja.
Das Municipio hat 173 Ortschaften (localidades), der zentrale Ort des Municipios ist die Kleinstadt Achacachi mit 8857 Einwohnern im zentralen Teil des Municipios. Größere Ortschaften im Municipio sind noch Chua Cocani mit 907 Einwohnern und Warisata mit 732 Einwohnern (2001).

## Geographie
Das Municipio Achacachi liegt auf dem bolivianischen Altiplano am Ostufer des Titicacasees auf einer mittleren Höhe von 4000 m, zwischen den Anden-Gebirgsketten der Cordillera Occidental im Westen und der Cordillera Central im Osten.
Das Klima im Raum Achacachi leitet sich ab aus der Höhenlage auf dem Altiplano und der Nähe zur großen Wasserfläche des Titicacasees, der die Temperaturschwankungen abmildert. Die Jahresdurchschnittstemperatur liegt bei 11 °C (siehe Klimadiagramm Achacachi), wobei der Monatsdurchschnitt im kältesten Monat (Juli) mit 8 °C nur wenig von den wärmsten Monat (November bis März) mit 12 °C abweicht. Das Klima ist arid von Juni bis August mit nur sporadischen Niederschlägen, und es ist humid in den Sommermonaten, vor allem von Dezember bis März, mit Monatsniederschlägen von teilweise mehr als 100 mm. Der Jahresniederschlag liegt bei etwa 600 mm.

## Bevölkerung
Die Bevölkerungszahl des Municipio Achacachi hat zwischen 1992 und 2024 um etwa ein Drittel zugenommen:
- 1992: 45.470 Einwohner (Volkszählung)[1]
- 2001: 54.865 Einwohner (Volkszählung)[2]
- 2005: Im Juli 2005 wurde der südliche Teil des Municipios, die Kantone Huarina und Copancara, zum selbständigen Municipio Huarina umgewidmet. Im Januar 2009 wurden die beiden westlichen Kantone Santiago de Huata und Kalaque zum selbständigen Municipio Santiago de Huata.
- 2012: Die Bevölkerungszahl für das kombinierte Municipio Achacachi/Huarina/Santiago de Huata betrug 62.418 Einwohner[3]
- 2024: Die Bevölkerungszahl für das Municipio Achachaci ist in den vergangenen zwölf Jahren von 46.058 auf 47.064 Einwohner angestiegen[4]

Das Municipio Achacachi hatte bei der letzten Volkszählung von 2001 eine Bevölkerungsdichte von 66 Einwohnern/km², die Lebenserwartung der Neugeborenen lag bei 59,4 Jahren, und die Säuglingssterblichkeit war von 7,9 Prozent (1992) auf 7,6 Prozent im Jahr 2001 geringfügig gesunken.
Der Alphabetisierungsgrad bei den über 19-Jährigen betrug 71,0 Prozent, und zwar 86,8 Prozent bei Männern und 57,0 Prozent bei Frauen (2001).
66,5 Prozent der Bevölkerung bei der Volkszählung 2001 sprachen Spanisch, 94,1 Prozent sprachen Aymara, und 0,2 Prozent Quechua. (2001)
59,4 Prozent der Bevölkerung hatten keinen Zugang zu Elektrizität, 83,4 Prozent lebten ohne sanitäre Einrichtung (2001).
57,0 Prozent der Haushalte besaßen im Jahr 2001 ein Radio, 16,7 Prozent einen Fernseher, 27,2 Prozent ein Fahrrad, 0,8 Prozent ein Motorrad, 1,5 Prozent ein Auto, 0,6 Prozent einen Kühlschrank, 1,3 Prozent ein Telefon. (2001)

## Politik
Ergebnis der Regionalwahlen (concejales del municipio) vom 4. April 2010:
| Wahlberechtigte |  | Stimmen | gültig |  | M.P.S. | MAS-IPSP | MSM    | ASP   |
| --------------- |  | ------- | ------ |  | ------ | -------- | ------ | ----- |
| 25.665          |  | 22.955  | 14.628 |  | 5.094  | 4.181    | 4.138  | 1.215 |
|                 |  | 89,4 %  | 63,7 % |  | 34,8 % | 28,6 %   | 28,3 % | 8,3 % |

Ergebnis der Regionalwahlen (elecciones de autoridades políticas) vom 7. März 2021:
| Wahl- berechtigte |  | Wahl- beteiligung | gültige Stimmen |  | J.A.LLALLA.L.P. | MAS-IPSP | MTS    | PBCSP  | VENCEREMOS | FPV    | PDC    |
| ----------------- |  | ----------------- | --------------- |  | --------------- | -------- | ------ | ------ | ---------- | ------ | ------ |
| 25.610            |  | 23.223            | 19.584          |  | 12.224          | 3.870    | 916    | 598    | 401        | 354    | 344    |
|                   |  | 90,68 %           | 84,33 %         |  | 62,42 %         | 19,76 %  | 4,68 % | 3,05 % | 2,05 %     | 1,81 % | 1,76 % |

## Gliederung
Das Municipio untergliederte sich bei der Volkszählung von 2012 in sieben Kantone (cantones), drei durch die vorausgegangenen Teilungen des Municipio entstandenen Subkantone sind in der INE-Statistik nicht eindeutig zugeordnet:
- 02-0201-01 Kanton Achacachi – 57 Gemeinden – 21.049 Einwohner
- 02-0201-02 Kanton Utavi Huarina – 1 Gemeinde – 44 Einwohner
- 02-0201-03 Kanton Nueva Esperanza – 1 Gemeinde – 43 Einwohner
- 02-0201-05 Kanton Jancko Amaya – 8 Gemeinden – 1.797 Einwohner
- 02-0201-06 Kanton Willkahuaya – 1 Gemeinde – 188 Einwohner
- 02-0201-07 Kanton Ajllata Grande – 29 Gemeinden – 6.936 Einwohner
- 02-0201-09 Kanton Cocani Ajllata – 14 Gemeinden – 2.787 Einwohner
- 02-0201-10 Kanton Warisata – 42 Gemeinden – 9.424 Einwohner
- 02-0201-14 Kanton Villa Asuncion de Corpaputo – 11 Gemeinden – 2.129 Einwohner
- 02-0201-15 Kanton Franz Tamayo – 9 Gemeinden – 1.661 Einwohner

## Ortschaften im Municipio Achacachi
- Kanton Achacachi
  - Achacachi 8857 Einw. – Chijipina Grande 1104 Einw. – Avichaca 860 Einw. – Chijipina Chico 755 Einw. – Chahuira Pampa 601 Einw.

- Kanton Jancko Amaya
  - Cocotoní 478 Einw. – Jankho Amaya 473 Einw.

- Kanton Willkahuaya
  - Willkahuaya 188 Einw.

- Kanton Ajllata Grande
  - Japuraya Alta 763 Einw. – Cachi Lipe 735 Einw. – Carmen Lipe 620 Einw. – Ajllata Grande 175 Einw.

- Kanton Cocani Ajllata
  - Cocani Ajllata 388 Einw.

- Kanton Warisata
  - Challuyo 891 Einw. – Murumamani 846 Einw. – Warisata 732 Einw. – Tahari 712 Einw. – Walata Grande 533 Einw. – Chiarhuyo 168 Einw.

- Kanton Villa Asuncion de Corpaputo
  - Casamaya 439 Einw. – Corpaputo Centro 162 Einw.

- Kanton Franz Tamayo
  - Villa Franz Tamayo 309 Einw.